# Тимощук Кирило Володимирович
Кири́ло Володи́мирович Тимощу́к (1992—2014) — сержант Збройних сил України, учасник під час російсько-української війни.

## З життєпису
Народився 1992 року в селі Вищетарасівка (Томаківський район, Дніпропетровська область). Також місце мародження зазначається російське місто Усть-Ілімськ — а у вці 3 років із сім'єю переїхав до села Вищетарасівка. Закінчив Вищетарасівську школу; Дніпропетровський коледж технології та дизайну — мріяв стати дизайнером одягу. В 2011—2012 роках пройшов строкову службу у лавах ЗСУ. Захоплювався спортом — на аматорському рівні грав у футбол.
Мобілізований в квітні 2014 року. Командир бойової машини — командир відділення, 93-тя окрема механізована бригада.
Загинув 29 серпня під час виходу з оточення поблизу Іловайська так званим «Зеленим коридором» на дорозі в районі села Новокатеринівка.
2 вересня 2014 року тіло Кирила Тимощука разом з тілами 87 інших загиблих було привезено до запорізького моргу.
Упізнаний бойовими товаришами та родичами.
Похований в селі Вищетарасівка Томаківського району Дніпропетровської області.
Без сина лишилась мама Тетяна Полюхович. Його батько Володимир Тимощук на той час перебував в СІЗО і не зміг востаннє попрощатися з сином — виправданий 2019 року за відсутністю складу злочину.

## Нагороди й вшанування
- 14 листопада 2014 року за особисту мужність і героїзм, виявлені у захисті державного суверенітету та територіальної цілісності України, вірність військовій присязі під час російсько-української війни, відзначений — нагороджений орденом «За мужність» III ступеня (посмертно).
- 20 жовтня 2015 р. у Вищетарасівській школі, де вчився Кирило Тимощук, була відкрита меморіальна дошка на його честь.[2]
- Його портрет розміщений на меморіалі «Стіна пам'яті полеглих за Україну» у Києві: секція 3, ряд 8, місце 40
- Вшановується 29 серпня на щоденному ранковому церемоніалі вшанування українських захисників, які загинули цього дня у різні роки внаслідок російської збройної агресії[3]